# Martin Brož
Martin Brož (* 28. srpna 1981 Písek) je český podnikatel, literární autor a politik České pirátské strany, od listopadu 2014 zastupitel města Písek.

## Život
Vystudoval střední průmyslovou školu a vyšší odbornou školu v Písku, poté pracoval jako vývojový pracovník v oblasti automatizace. Po pěti letech začal podnikat v oblasti informačních technologií na pozici správce sítí, po dalších šesti letech založil vlastní internetovou síť s názvem Cryonix Innovations. Postupem času začal s firmou expandovat i do dalších oborů jako jsou úklidové služby, hodinový manžel, vývoj elektrotechniky, reklamní agentura, návrhy internetových stránek a také servisu a údržby počítačů.
Žije v Písku. Angažuje se ve spolcích na ochranu zvířat Písecké kočky, Liga na ochranu zvířat . Dále se aktivně zajímá v oblastech udržitelnosti životního prostředí  a nových technologií. Od roku 2000 začal vystupovat pod přezdívkou „Cryoman“ jakožto jeden ze správců Xchatu. V letech 2003 až 2006 byl členem Českého červeného kříže, kde vedl samostatný projekt s názvem HelpTrans, který aktivně pracoval s mentálně a zdravotně postiženými spoluobčany. Je zakladatelem již zaniklého občanského sdružení Cech života a smrti, který se věnoval převážně práci s mladými lidmi a vytváření kulturních akcí.

## Literární působení
V roce 2007 vydal svoji první knihu pod pseudonymem C B. M. s názvem Vita non verba – Život ne slova (ISBN 9788025405222), kniha je sbírkou úvah o lásce, nenávisti a smutku. Je také autorem několika článků v odborném časopise Konstrukční elektronika A - Radio. 

## Politické působení
V roce 2010 kandidoval jako nezávislý kandidát za Stranu zelených do komunálních voleb, kde získal 432 hlasů (3,51 %). Strana však nezískala potřebný počet hlasů. Od roku 2012 je členem České pirátské strany, kde zastával post předsedy místního sdružení Piráti Písecko jihočeského kraje až do roku 2017. V roce 2014 kandidoval na post zastupitele města Písek, kde dostal 1016 hlasů (8,48 %), čímž byl zvolen do funkce zastupitele města. V roce 2016 kandidoval v krajských volbách na páté pozici, zde získal 439 hlasů (6,87 %), čímž se dostal na první místo na kandidátní listině. Česká pirátská strana však nezískala požadovanou hranici 5 %, tudíž se do funkce nedostal. Jakožto zastupitel byl zvolen předsedou kontrolního výboru, dále je členem komise pro infrastrukturu a kulturu. Byl členem správní rady Centra Kultury až do jeho transformace v roce 2015. V roce 2018 byl opět zvolen za lídra do komunálních voleb, kde získal 2367 hlasů (6,69 %), čímž byl opět zvolen do funkce zastupitele města a vedl jakožto lídr povolební vyjednávání o možné koalici. V tomto volebním období byl jmenován předsedou výboru IT a SMART, předsedou komise pro Infrastrukturu a také členem dozorčí rady městských služeb města Písek. Od roku 2017 se snažil prosadit referendum ohledně Píseckého bazénu, což se podařilo až v roce 2022.        V dalších volbách které se konali v roce 2022 byl znovu zvolen do zastupitelstva města Písek s 1417 hlasy (7,03 %) po vstupu do koalice se stranami (ANO, Pro Písek, ODS a Piráti) se stal neuvolněným radním s gescí pro životní prostředí.

## Podnikatelské působení
Od 1. 5. 2007 začal podnikat jako OSVČ v oblasti telekomunikací. V roce 2011 získal ocenění prvního místa v soutěži „Živnostník roku“, vyhlašované Jihočeskou hospodářskou komorou. V následujících letech rozšiřoval působnost své firmy o další obory podnikání a to hlavně v oblasti telekomunikací. V roce 2012 získala jeho firma další ocenění, a to třetí místo v soutěži „Era Živnostník roku Jihočeského kraje 2012“ v roce 2016 se následně ve stejné soutěži dostal do finále ze 441 firem.